# لارس آندرس تومتر
لارس آندرس تومتر (به نروژی: Lars Anders Tomter) (زادهٔ ۳۰ نوامبر ۱۹۵۹، هامار) موسیقی‌دان، استاد موسیقی و نوازندهٔ ویولا اهل نروژ است.